# Horno de laboratorio

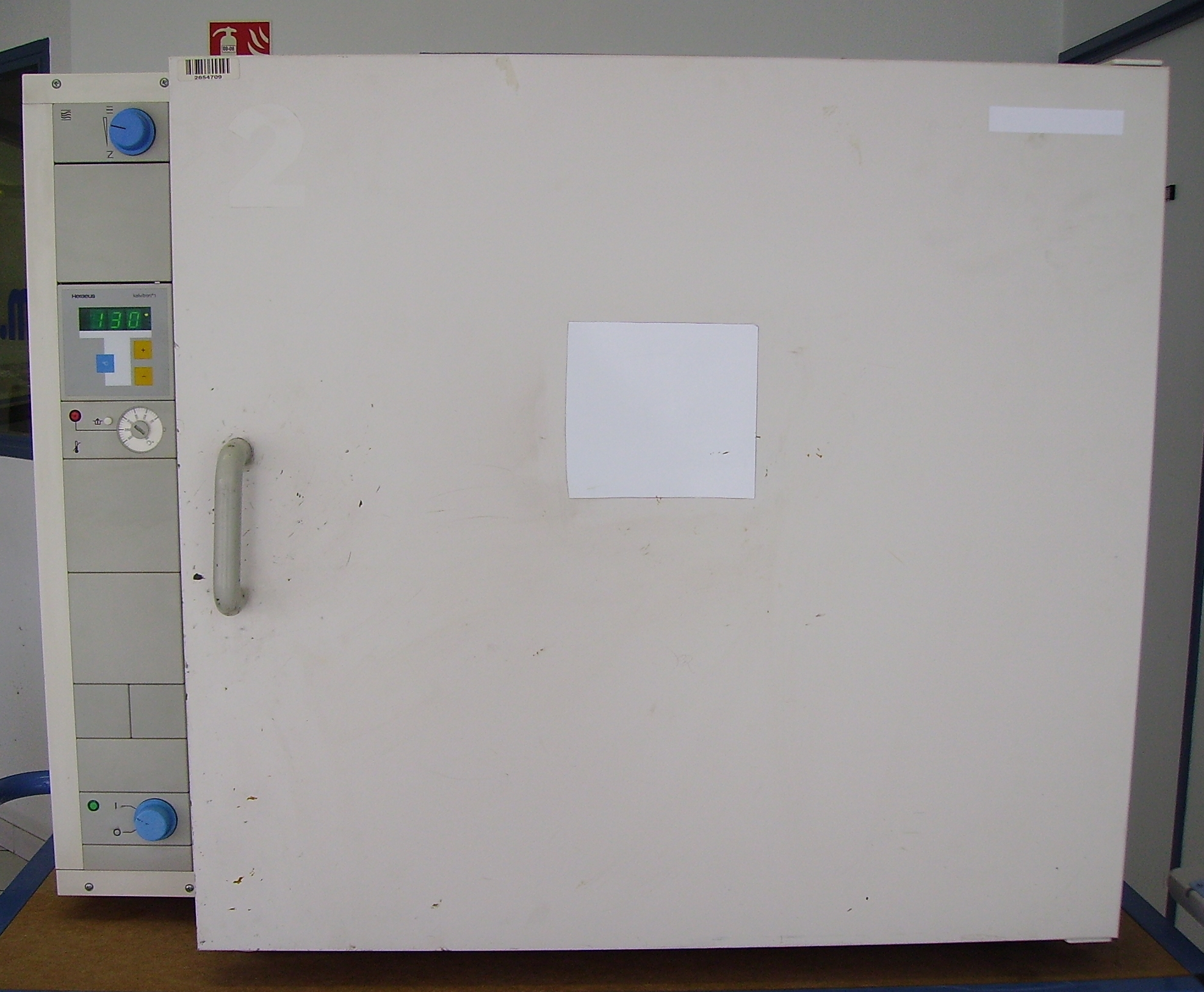
Horno de laboratorio

El horno de laboratorio es un tipo de horno comúnmente usado para deshidratar reactivos de laboratorio o secar instrumentos. El horno aumenta su temperatura gradualmente conforme pase el tiempo así como también sea su programación, cuando la temperatura sea la óptima y se estabilice, el térmico mantendrá la temperatura; si esta desciende volverá a activar las resistencias para obtener la temperatura programada; posee un tablero de control que muestra el punto de regulación y la temperatura real dentro del horno, está montada al frente para su fácil lectura, aunque algunos modelos anteriores no lo tienen, estos cuentan con una perilla graduada la cual regula temperatura del horno. 

## Especificaciones técnicas
Tiene una capacidad para 20 crisoles, aunque también hay modelos que pueden contener hasta 168 crisoles. Está recubierto por múltiples capas de asbesto que impide que el calor llegue al exterior del instrumento y altere el experimento o dañe al operario. El horno funciona mediante resistencias eléctricas ubicadas en la parte inferior y los laterales de las paredes internas del horno. Estas resistencias se encuentran empotradas en paneles moldeados de fibra sobre tabique refractario. Cuenta con pequeños cilindros montados en la parte superior como escape para una ventilación sencilla. Estos se encuentran recubiertos interiormente por tapones plásticos o de goma para evitar que escape calor de más o entre algún material extraño mientras permanecen abiertos. Estos en la parte externa del horno se encuentran protegidos por una pequeña laminita de acero la cual se desliza manualmente para abrir las ventilas o cerrarlas. Sus gabinetes están fabricados en cera soldado, con un acabado recocido. Internamente, cuenta con estantes donde poner los crisoles.
- Datos: Q3592643